# Café Europe
Café Europe ou Café Europa est une manifestation culturelle à l'initiative de la présidence de l'Union européenne par l'Autriche, qui s'est déroulé pendant la Journée de l'Europe, le 9 mai 2006, dans 27 cafés de chaque capitale des 25 États membres et de la Roumanie et de la Bulgarie qui rejoignent l'Union européenne en 2007.

## Sweet Europe
Cette initiative a été suivi d'une manifestation gastronomique appelée Sweet Europe (douceur d'Europe), où chaque État membre a présenté une pâtisserie ou une friandise typique de son pays.
| Allemagne   | Streuselkuchen             |
| Autriche    | Kouglof                    |
| Belgique    | Gaufres                    |
| Bulgarie    | Riz au lait (мляко с ориз) |
| Chypre      | Baclava (μπακλαβάς)        |
| Tchéquie    | Koláč                      |
| Danemark    | feuilleté danois           |
| Estonie     | Kaerahelbeküpsised         |
| Finlande    | Laskiaispulla              |
| France      | Madeleines                 |
| Grèce       | Vasilopita (Βασιλόπιτα)    |
| Hongrie     | Dobos Torta                |
| Irlande     | Scones                     |
| Italie      | Tiramisù                   |
| Lettonie    | Rupjmaizes kartojums       |
| Lituanie    | Gâteau à la broche         |
| Luxembourg  | Tarte aux pommes           |
| Malte       | Imqaret                    |
| Pays-Bas    | Tompouce                   |
| Pologne     | Mazurek kajmakowy          |
| Portugal    | Pastéis de nata            |
| Roumanie    | Cozonac                    |
| Slovaquie   | Orechovy zavin             |
| Slovénie    | Prekmurska gibanica        |
| Espagne     | Tarta de Santiago          |
| Suède       | Kanelbulle                 |
| Royaume-Uni | Shortbread                 |